# Торичела Сикура
Торичѐла Сику̀ра (на италиански: Torricella Sicura) е малко градче и община в Южна Италия, провинция Терамо, регион Абруцо. Разположено е на 437 m надморска височина. Населението на общината е 2727 души (към 2010 г.).